# El intérprete griego
El intérprete griego es uno de los 56 relatos cortos sobre Sherlock Holmes escrito por Arthur Conan Doyle. Fue publicado originalmente en The Strand Magazine y posteriormente recogido en la colección Memorias de Sherlock Holmes. En este relato hace su primera aparición Mycroft Holmes, el hermano mayor y «más inteligente» de Sherlock y la institución a la que pertenece el Club Diógenes.

## Argumento
Este relato narra un extraño caso de ambición desmedida, en el que se ve involucrado un pobre personaje, por el mero hecho de ser intérprete griego. Una bella y adinerada joven griega cae en las redes de un malvado desaprensivo, que raptará al hermano de la joven para lograr hacerse con el dinero de la familia. Para entenderse con el cautivo, utilizarán al aterrorizado intérprete. Holmes descubrirá la trama, pero demasiado tarde, pues los malvados han huido y el joven cautivo ha muerto.
El caso en sí no tendría un interés especial, pero hay dos pasajes que merecen la atención. El primero es la descripción que hace Watson de Holmes al principio del relato: "La reticencia suya había venido a incrementar la impresión que me produjo de un ser sin humanidad, un cerebro sin corazón, tan escaso de simpatía humana como sobrado de inteligencia. Su animosidad a las mujeres y su aversión a formar amistades nuevas eran dos rasgos típicos de su carácter antiemotivo..." Detrás de estas palabras se ve más al autor harto de su personaje y dispuesto a acabar con él, que al afable aunque un poco quisquilloso Watson.
El segundo pasaje es la entrada en escena de Mycroft Holmes, ignorado hermano de Sherlock, del que dice: "Mycroft posee una facultad de observación superior a la mía; puede usted dar por sentado que lo que digo es una verdad exacta y literal". Siete años mayor que Sherlock, Mycroft colabora con el servicio de inteligencia inglés y dirige sus casos desde el extraño club Diógenes, punto de reunión de los seres más extraños de Londres.

## Análisis
Conan Doyle, harto de su criatura, crea un personaje superior a Sherlock Holmes, Mycroft, y que incluso trata a este con cierta condescendencia. Durante el relato, Holmes lo describe así: "Lo que dije es que él me superaba en saber observar y deducir. Si el arte del detective empezase y terminase en razonar desde un sillón, mi hermano sería el más grande de los agentes de policía criminal que han existido." Es famoso el alarde que hacen los dos hermanos ante el pasmado Watson, mientras observan a la gente desde el ventanal del club Diógenes. Mediante la simple observación, deducen que un individuo que va por la calle con varios paquetes es un suboficial de artillería recién retirado, que había vivido en la India, viudo y con varios hijos.